# Seznam revolverjev zadnjakov svetovnih vojn
'Seznam najpomembnejših revolverjev svetovnih vojn.

## Abecedni seznam
(ime (država proizvajalka))

## B
- Bodeo M1889 (Italija)

## C
- Colt model 1917 (ZDA)

## E
- Enfield No.2 Mark 1*,1** (Združeno kraljestvo)

## N
- Nagant M1895 (Belgija, Sovjetska zveza)

## R
- Rast & Gasser M.98 (Avstrija)

## S
- Smith&Wesson Victory (ZDA)

## W
- Webley revolver, .455, Mark 1-6 (Združeno kraljestvo)
- Webley revolver, .38, Mark 4 (Združeno kraljestvo)